# Шушанік

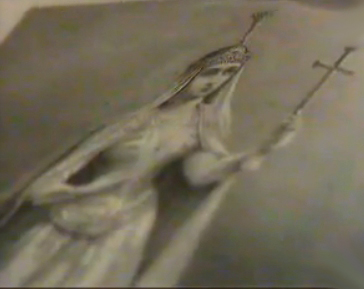
Зображення святої цариці Шушанік, засноване на давньогрузинських фресках. Сабінін, 1882 рік.

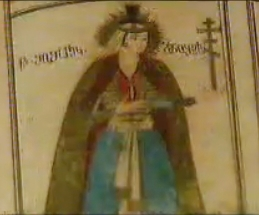
Найраніше зображення святої цариці Шушанік.

Шушанік(а) (зменшувальне від імені Шушан — Сусанна; вірм. Շուշանիկ, груз. შუშანიკი, бл. 440–475) — дочка спарапета (воєначальника) Вірменії Вартана Маміконяна, дружина пітіахша (правителя) Південного Картлі Варскена. Вшановується як мучениця Грузинської православної і Вірменської апостольської церкви (як Сусанна Ранська або Сусанна Грузинська) 10 вересня.

## Житіє
Її життя відоме переважно з твору «Мучеництво святої цариці Шушанік» (першої пам'ятки грузинської літератури), складеного її духівником Яковом Цуртавелі, безпосереднім очевидцем подій. Як оповідає житіє святої, 466 року її чоловік, який протистояв об'єднавчій політиці царя Вахтанга Горгасалі, вирушив до Персії шукати підтримки у шаха Пероза. Заради союзу з шахом Варскен уклав новий шлюб з його дочкою, відрікся від християнства, прийняв зороастризм і пообіцяв навернути в нову віру першу дружину і дітей.
Після повернення Варскен побачив, що Шушанік, дізнавшись про рішення чоловіка від гінців, вже три дні не виходила з келії, невпинно молячись про спасіння душ своїх дітей. Розгніваний правитель спочатку вмовляннями, а потім силою намагався змусити її повернутися до палацу; Шушанік погодилася вийти з келії, піддавшись на вмовляння родичів і не бажаючи влаштовувати кровопролиття. Через два дні Варскен влаштував бенкет, на якому за допомогою родичів намагався переконати її зректися християнської віри, але не досягнувши бажаного, жорстоко побив дружину, закував у кайдани і замкнув в одній з кімнат палацу. Про ув'язнену дбали священники, таємно приносячи їй воду і їжу.
Під час Великого посту, коли Варскен вирушив у похід проти гунів, Шушанік було звільнено з ув'язнення і вона оселилася в келії біля церкви в повній темряві. Повернувшись з війни і дізнавшись про її відданість християнству, чоловік протягнув Шушанік волоком по спеціально накиданих колючках від церкви до палацу і піддав жорстоким тортурам. Так і не зумівши домогтися від неї зречення, Варскен наказав навічно замкнути її в темниці.
За шість років перебування у в'язниці Шушанік, виснажена тортурами, кайданами, поклонами і стоянням на ногах, стала, за висловом агіографа, «духовною цівницею». До неї приходили з усього Картлі, і кожен за молитвами святої отримував прощення; Яків Цуртавелі згадує численні чуда, здійснені Шушанік ще за життя. На сьомий рік ув'язнення Шушанік тяжко захворіла і померла в день святих Косми і Даміана (17 жовтня). Мощі мучениці з великими почестями було винесено з фортеці і поховано біля церкви (за легендою — у храмі Метехі). Щодо точної дати мучеництва святої єдиної думки немає; 475 рік реконструюється за непрямими даними.
Написане Яковом Цуртавелі житіє цариці створено в період між 476—483 роками, оскільки в ньому нічого не сказано про страту Варскена святим царем Вахтангом Горгасалі (483 рік), що було б логічним завершенням історії святої. Воно відоме в кількох редакціях (8 розлогих і одна коротка редакція житія датуються XVII—XIX століттями) й у вірменській версії (також кілька редакцій).